# ۱۸۷۸
۱۸۷۸ (میلادی) هزار و هشتصد و هفتاد و هشتمین سال گاه‌شماری میلادی است.

## رویدادها
- بنیان‌گذاری باشگاه فوتبال منچستر یونایتد
- بنیان‌گذاری باشگاه فوتبال اورتون

## زادروزها
- ۶ ژانویه – کارل سندبرگ، شاعر آمریکایی (د. ۱۹۶۷)
- ۲۲ ژانویه – کونستانس کولیر، بازیگر بریتانیایی (د. ۱۹۵۵)
- ۲ فوریه – آلفرد هایوش، بازیکن فوتبال و معمار اهل مجارستان (د. ۱۹۵۵)
- ۱۴ فوریه – هیروتا کوکی، سیاست‌مدار ژاپنی (د. ۱۹۴۸)
- ۱۶ مارس – کلمنس آوگوست گراف فن گالن، کشیش آلمانی (د. ۱۹۴۶)
- ۶ آوریل – اریش موزام، نویسنده و شاعر آلمانی (د. ۱۹۳۴)
- ۱۰ مه - گوستاف اشترزمان، سیاست‌مدار آلمانی و وزیرخارجه جمهوری وایمار (د. ۱۹۲۳)
- ۱ ژوئن – جان میسفیلد، شاعر و نویسنده بریتانیایی (د. ۱۹۶۷)
- ۵ ژوئن – پانچو وییا، سیاست‌مدار مکزیکی (د. ۱۹۲۳)
- ۳ ژوئیه – جورج ام کوهن، بازیگر، خواننده، و آهنگساز آمریکایی (د. ۱۹۴۲)
- ۹ اوت – آیلین گری، معمار ایرلندی (د. ۱۹۷۸)
- ۲ سپتامبر – ورنر فون بلومبرگ، سرباز و سیاست‌مدار آلمانی (د. ۱۹۴۶)
- ۵ سپتامبر – رابرت فون لیبن، فیزیک‌دان اتریشی (د. ۱۹۱۳)
- ۹ سپتامبر، – ارتور فاکس، شمشیرباز اهل ایالات متحده آمریکا (د. ۱۹۵۸)
- ۲۰ سپتامبر – آپتن سینکلر، ژورنالیست، تهیه‌کننده، و نویسنده آمریکایی (د. ۱۹۶۸)
- ۲۲ سپتامبر – یوشیدا شیگه‌رو، سیاست‌مدار و دیپلمات ژاپنی (د. ۱۹۶۷)
- ۲۴ سپتامبر – شارل-فردینان راموز، نویسنده سوئیسی (د. ۱۹۴۷)
- ۹ اکتبر – رابرت وارویک، بازیگر آمریکایی (د. ۱۹۶۴)
- ۱۸ دسامبر - جوزف استالین، رهبر اتحاد جماهیر شوروی

## درگذشت‌ها
- ۸ ژانویه – نیکولای نکراسوف، شاعر و نویسنده روسی (ز. ۱۸۲۱)
- ۹ ژانویه – ویکتور امانوئل دوم، پادشاه ایتالیا (ز. ۱۸۲۰)
- ۱۸ ژانویه – آنتوان سزار بکرل، فیزیک‌دان فرانسوی (ز. ۱۷۸۸)
- ۷ فوریه – پیوس نهم، پاپ کلیسای کاتولیک (ز. ۱۷۹۲)
- ۲۵ آوریل – آنا سیول، نویسنده بریتانیایی (ز. ۱۸۲۰)
- ۱۳ مه – جوزف هانری، فیزیک‌دان آمریکایی (ز. ۱۷۹۷)
- ۱۲ مه – آنزلمه پیه، شیمی‌دان فرانسوی (ز. ۱۷۹۵)
- ۱۸ دسامبر – محمد بن ثانی آل ثانی، اولین امیر قطر (ز. ۱۷۸۸)